# Брюссельська капуста

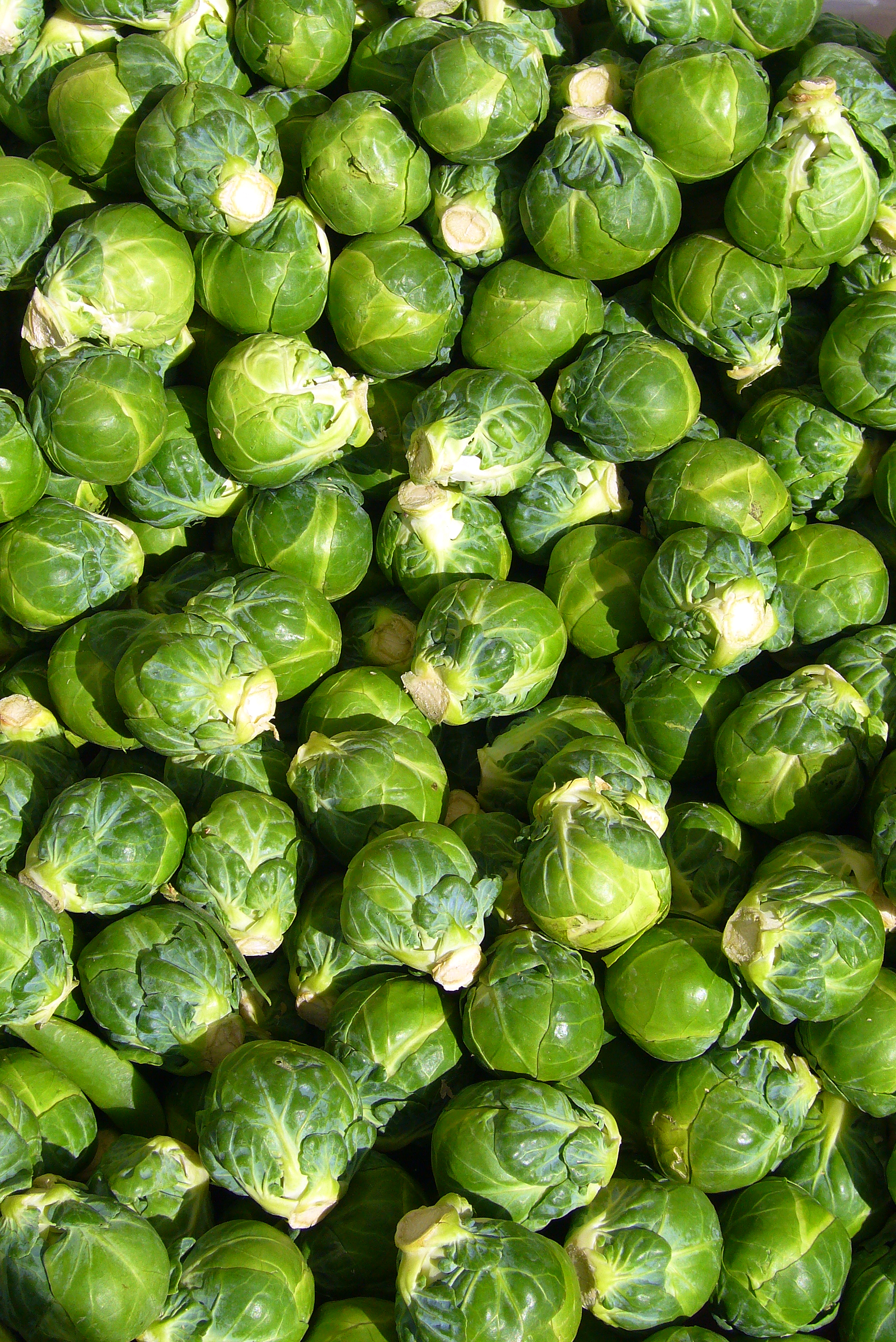
Головки брюссельської капусти

Брюссе́льська капу́ста (Brassica oleracea var. gemmifera) — дворічна рослина родини капустяних. У їжу вживаються зелені листові головки (качанчики). Росте в помірному кліматі.
100 г брюссельської капусти — 25-34 Ккал. Містить клітковину, залізо, фосфор, калій, вітамін С, вітаміни групи В, провітамін А. У брюссельській капусті знаходиться в 1,5 раза більше вітаміну С, ніж в апельсинах і лимонах.

## Брюсельське диво
Різновид капусти, з'явилася як дика рослина в 1750 році на околицях Брюсселя. Бельгійці стверджують, що вперше виростили брюссельську капусту в 1821 році, і вважають її національним продуктом, яким пишаються найбільше (поряд з вафлями, цикорієм, сирами й бельгійським печивом). Сучасний різновид брюссельської капусти морозостійкий. Ця рослина досягає одного метра у висоту, на стеблі росте від 20 до 75 маленьких мініатюрних головок. Кришталева брюссельська капуста є призом для найкращих учасників однієї з наукових програм Європейського Союзу.

## Вирощування
Висівають насіння на розсаду одночасно з найпізнішими сортами білоголової капусти — з 1 по 15 квітня, а в кімнатах трошки пізніше — з 15 по 20 квітня. Висаджують розсаду у ґрунт 15-25 травня. Відстань між рослинами повинна бути 30-40 см, між рядками — 60-70. Найкраще росте на суглинках з високим вмістом гумусу й глибоко обробленим ґрунтом.
Культура відносно холодостійка, розсада витримує короткочасне зниження температури до −7 °C, дорослі рослини витримують осінні заморозки до −8-10 °С. Оптимальний діапазон температур для росту та розвитку з +16 до +25 °C. Вологолюбна культура, відсутність або надлишок води витримує краще за інших різновидів капуст, оскільки має потужнішу кореневу систему. Врожай знімають, коли головки стануть досить щільними і закритими. Зрубують стебла в кореневої шийки, видаляють листя, залишаючи головки на стеблах, тому що зрізаними вони швидко в'януть.

## Використання
Брюссельська капуста — цінний дієтичний продукт. Її відвар по поживності не поступається курячому бульйону. До їжі застосовують маленькі головки, розміщені на довгому стеблі у пазусі листів. Використовується у свіжому та відварному виді.
З неї готують салати та холодні закуски, перші та другі страви, гарніри до м'яса, використовують для оздоблення страв, маринують, консервують, заморожують. При купівлі капусти необхідно вибирати якомога свіжішу, з маленькими та твердими головками, з щільно прилеглими один до одного листками.
Корисна при захворюваннях серцево-судинної системи та діабеті ІІ типу. Майбутнім мамам рекомендується включити в раціон брюссельську капусту як джерело фолієвої кислоти. Вона необхідна для правильного розвитку нервової системи й зменшує ризик вроджених пороків у дітей. Як відмінне джерело вітаміну С, головного антиоксиданту, брюссельська капуста допомагає молодим мамам зберегти чудовий колір шкіри обличчя.